# Пезине Бисе (Верона)
Пезине Бисе је насеље у Италији у округу Верона, региону Венето.
Према процени из 2011. у насељу је живело 740 становника. Насеље се налази на надморској висини од 259 м.